# Wspólnota administracyjna Bad Saulgau
Wspólnota administracyjna Bad Saulgau – wspólnota administracyjna (niem. Vereinbarte Verwaltungsgemeinschaft) w Niemczech, w kraju związkowym Badenia-Wirtembergia, w rejencji Tybinga, w regionie Bodensee-Oberschwaben, w powiecie Sigmaringen. Siedziba wspólnoty znajduje się w mieście Bad Saulgau.
Wspólnota administracyjna zrzesza jedno miasto i jedną gminę wiejską:
- Bad Saulgau, miasto, 17 442 mieszkańców, 97,34 km²
- Herbertingen, 4 855 mieszkańców, 38,64 km²